# Hypoponera abyssinica
Hypoponera abyssinica är en myrart som först beskrevs av Santschi 1938.  Hypoponera abyssinica ingår i släktet Hypoponera och familjen myror. Inga underarter finns listade i Catalogue of Life.